# Di-joodbenzeen
Di-joodbenzeen is een organische verbinding met als brutoformule C6H4I2. De stof is opgebouwd uit een benzeenring met 2 jodiumatomen. Er bestaan 3 isomeren:
- 1,2-di-joodbenzeen (o-di-joodbenzeen)
- 1,3-di-joodbenzeen (m-di-joodbenzeen)
- 1,4-di-joodbenzeen (p-di-joodbenzeen)

De chemische verschillen tussen de verbindingen zijn klein. In de fysische eigenschappen is vooral het verschil in dipoolmoment opvallend.

Structuurformule van 1,2-di-joodbenzeen
Structuurformule van 1,3-di-joodbenzeen
Structuurformule van 1,4-di-joodbenzeen

Difluorbenzeen · Dichloorbenzeen · Dibroombenzeen · Di-joodbenzeen